# Jan Chris de Koeijer
Jan Chris de Koeijer (Yerseke, 20 oktober 1966), is een Nederlands zanger en bassist die samen met Frank Harthoorn in 1989 de deathmetalband Gorefest oprichtte. 
Gorefest ging in 1999 uit elkaar en De Koeyer begon een studioproject samen met Iljan Mol, genaamd ColdpopCulture.
In 2004 besloten De Koeijer en de andere leden van Gorefest om weer bij elkaar te komen om vervolgens in 2005 te gaan toeren en een nieuw studioalbum op te nemen.
In 2006 trad De Koeijer op als gastgrunter bij het concert van EPICA in Paradiso, in het nummer Consign to Oblivion (A New Age Dawns #3).
Er volgde in 2007 nog een laatste studioalbum, waarna Gorefest op 15 juni 2009 bekendmaakte de stekker eruit te trekken.

## Discografie
- Ayreon - The Final Experiment (1995) - zanger
- My Favorite Scar - My Favorite Scar (2010) nummer: No Love Lost - gastvocalist

### Gorefest
(ZANGER EN BASGITARIST)
- Tangled in Gore (demotape) (1989)
- Horrors in a Retarded Mind (demotape) (1990)
- Mindloss (1991)
- False (1992)
- Live Misery (7", live ep) (1992)
- Promotape (1992)
- The Eindhoven Insanity (live) (1993)
- Erase (1994)
- Fear (ep) (1994)
- Freedom (cd-single) 1996)
- Soul Survivor (1996)
- Chapter 13 (1998)
- La Muerte (2005)
- Rise To Ruin (2007)